# George Fernic

George (Gheorghe) Fernic (n. 5 august 1900, Galați – d. 29 august 1930, Chicago) a fost un pilot, inginer constructor de avioane și inventator român.

## Biografie
George Fernic a devenit pasionat de aviație în anii Primului Război Mondial, având în vecinatatea sa un aerodrom militar. În 1916 a primit diplomă de observator foto-aerian și, mai târziu, în perioada 1916–17, a făcut parte din escadrila Grupului 3 Aeronautic.
El a terminat pe locul 11 la Indianapolis 500 din 1927 ca pilot ușurat.

## FT-10 1930
După FT-9, un an mai târziu, în 1930, a ieșit din fabrica FT-10, un avion ceva mai mic, ideal pentru școală si turism, dar și pentru fabricarea de serie.

## Sfârșitul
În ziua de 29 august 1930, George Fernic a participat la o demonstrație aeriană, desfășurată pe aeroportul Curtiss Reynolds din Chicago, în prezența a 40.000 de spectatori. Avionul său T.10, desemnat și FT-10, „Cruisaire”, de construcție proprie, a pierdut din putere după ce unul din cilindrii motorului a explodat și bucăți de metal aruncate de explozie l-au rănit pe pilot. Avionul s-a prăbușit peste un alt avion parcat, iar George Fernic și-a pierdut viața în accident. România și-a dat seama de ceea ce pierduse și a înființat Ordinul „Virtutea Aeronautica”, pentru recompensarea celor cu merite deosebite în domeniu, iar brevetul cu numărul 1 i-a fost acordat, post-mortem, lui George Fernic. Caracteristicile avionului erau următoarele:
- Anvergura: 7,62 m
- Suprafața aripilor: 36.56 m²
- Greutatea proprie: 397 kg
- Greutatea gata de zbor: 600 kg
- Viteza maximă: 136 km/h
- Motor: Michigan Rover de 75 CP